# Sales (Alta Saboia)
Sales é uma comuna francesa na região administrativa de Auvérnia-Ródano-Alpes, no departamento da Alta Saboia. Estende-se por uma área de 9.21 km². Em 2010 a comuna tinha 2 044 habitantes (densidade: 221,9 hab./km²).